# Sañogasta
Sañogasta es una localidad en el Departamento Chilecito, provincia de La Rioja, Argentina.
Se encuentra en el pk 3849 de la ruta nacional 40, a unos 10 km al oeste de Nonogasta, y a 25 km de Chilecito.
La construcción más significativa del pueblo, es la iglesia de San Sebastián erigida hacia fines del siglo XVII, de líneas sencillas con muros de adobe y cubierta de piedra.
El 2 y 3 febrero de cada año, se lleva a cabo las Fiestas Patronales en Honor de la Virgen de la Candelaria y San Sebastián.

## Historia
Por decreto del Ejecutivo municipal, en agosto de 1999 se instituye como Día Aniversario del pueblo de Sañogasta el 26 de agosto de 1640. Fundamentándose que ese día fue entregada la merced a Don Pedro Nicolás de Brizuela, en Córdoba, por el entonces gobernador Francisco de Avendaño y Valdivia.
El 3 de enero de 1663, veintitrés años después de haber sido otorgada la merced a Brizuela y a raíz de su casamiento con Mariana Doria funda el Mayorazgo de San Sebastián de Sañogasta.
En la obra de Eduardo A. Coghlan “Historia genealógica de algunos linajes argentinos”, hace mención al Mayorazgo o Vinculado de Sañogasta como uno de los primeros en La Rioja y el que más duró, desde 1663 hasta 1917.

### Herederos del Vinculado
1° Pedro Nicolás Brizuela y Doria: fundador del Vínculo el 3 de enero de 1663, falleció en 1674.
2° Gregorio de Brizuela y Doria: Señor de San Sebastián de Sañogasta. Maestro de campo, alcalde de La Rioja, teniente de gobernador, Justicia Mayor, y capitán de Guerra. Se casó con Clara de Toledo Pimentel.
3° Pedro Nicolás Brizuela y Doria: por segunda línea de sucesión del fundador, Señor de San Sebastián, Capitán y Feudatario de La Rioja. Se casó con María de Acosta.
4° Ignacio de Brizuela y Doria y Acosta: Señor de San Sebastián de Sañogasta (1729). Se casó con Teresa Massa. Tuvieron solamente una hija, Petronila, perdiendo la sucesión por vía masculina.
5° Petronila de Brizuela y Doria: Señora de San Sebastián (1743). Se casó con José María Dávila, que fue alcalde de La Rioja. Le sigue su hijo.
6° Francisco Javier Brizuela y Doria: Por derecho de sucesión al vinculado debe adoptar el apelledo “Brizuela y Doria”, sus hermanos serán Dávila. Señor de San Sebastián de Sañogasta, Coronel y Teniente de Gobernador. Se casó con Rosa del Moral. Fue el primer gobernador de La Rioja, durante la breve autonomía al separarse temporalmente de Córdoba. Le sigue su hijo.

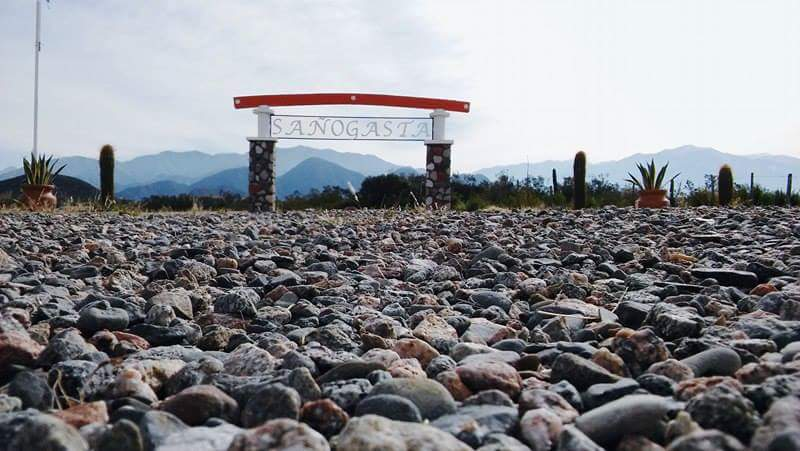
Entrada a Sañogasta

7° José Ramón Brizuela y Doria: Señor de San Sebastián de Sañogasta. Le siguió a su padre como 2° Gobernador de La Rioja durante la fugaz autonomía de 1815. Su hermano fue el Coronel Nicolás Dávila y el Capitán Miguel Dávila, muerto por Facundo Quiroga. Se casó con Solana Villafañe, al no tener descendencia masculina, le sigue su hija.
8° Solana Brizuela y Doria Villafañe: Señora de San Sebastián de Sañogasta. Se casó con don Amaranto Ocampo y Dávila. En el libro “Facundo” de Sarmiento, atribuye a esta boda, una maniobra de la Logia Lautaro de Buenos Aires, para
pacificar la provincia de La Rioja. Le sigue su hijo.
9° Ramón Brizuela y Doria: que debería ser Ocampo, pero adopta el apellido por ser el primogénito con derecho al vinculado. Señor de San Sebastián de Sañogasta. Se casó con Benjamina del Moral. Le sigue su hijo.
10° Ramón Brizuela y Doria: Señor de San Sebastián de Sañogasta. Se casó con doña Celina Herrera. Le sigue su hijo.
11° Ramón Brizuela y Doria: Señor de San Sebastián de Sañogasta. Último vínculo. Nació en Chilecito el 9 de diciembre de 1885. Fue Diputado Nacional, por la provincia de La Rioja en 1926, año en el que fueron trasladados los restos de Joaquín Víctor González, al cementerio de Chilecito. Era nieto del Coronel Nicolás Dávila. Se casó con Solana Dávila. Con él llega a su fin el vinculado, después de 254 años de existencia. Sus hijos son Ramón Brizuela y Doria, quien debería haber heredado el Mayorazgo, Eduardo, Carlos, Nicolás y Estela.

## Toponimia
El término Sañogasta está formado por dos vocablos de la lengua Cacán, propio de los Caciques del lugar Saño-Significa (barro o loza) y Gasta (Pueblo), “Pueblo de Loza o barro”, probablemente porque eran tierras aptas para la alfarería.

## Iglesias y capillas

Iglesia San Sebastián,

La primera capilla fue construida por los primeros vínculos a fines del siglo XVII. En 1731 Ignacio Brizuela y Doria, pide al obispo de Córdoba la habilitación de la capilla, la misma es habilitada como viceparroquia bajo la advocación de San Sebastián Mártir. La iglesia dada su incidencia en la comunidad fue declarada Monumento Nacional en el año 1997.

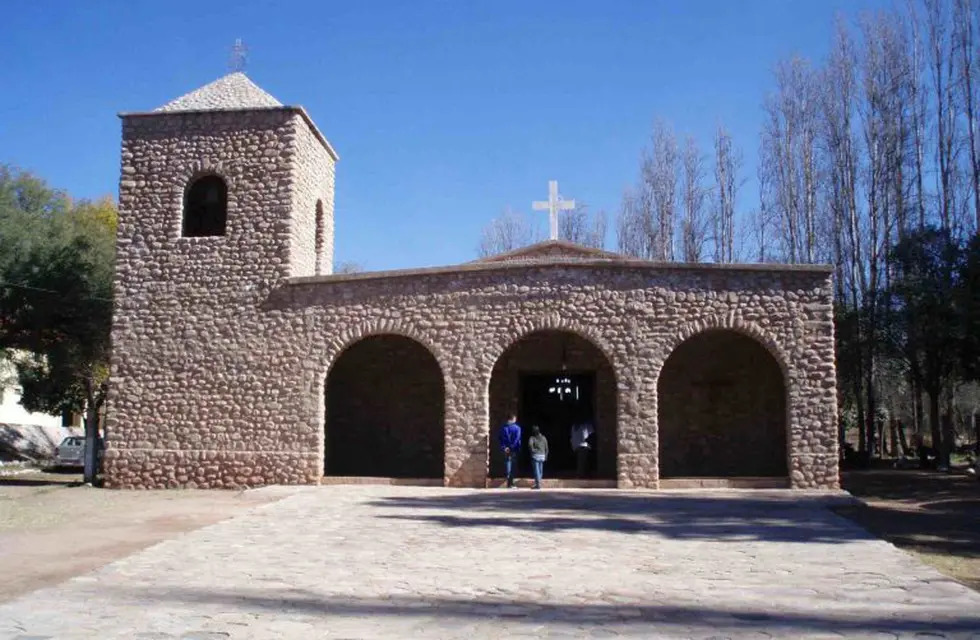
Capilla del Sagrado Corazón de Jesús-B°La Puntilla

Actualmente Sañogasta cuenta con otra capilla en el otro extremo del pueblo, erigida en 1956 por Doña Nicolasa Perafán en el barrio "La Puntilla", siendo su patrono el Sagrado Corazón de Jesús.
Además cuenta con varias capillas en honor a la Virgen del Valle, ubicadas en Barrios Chucuma, El Pozo, La Puntilla.

## Flora
La flora de la localidad está constituida por una variedad de especies autóctonas tanto de árboles como de arbustos algunos de ellos son:

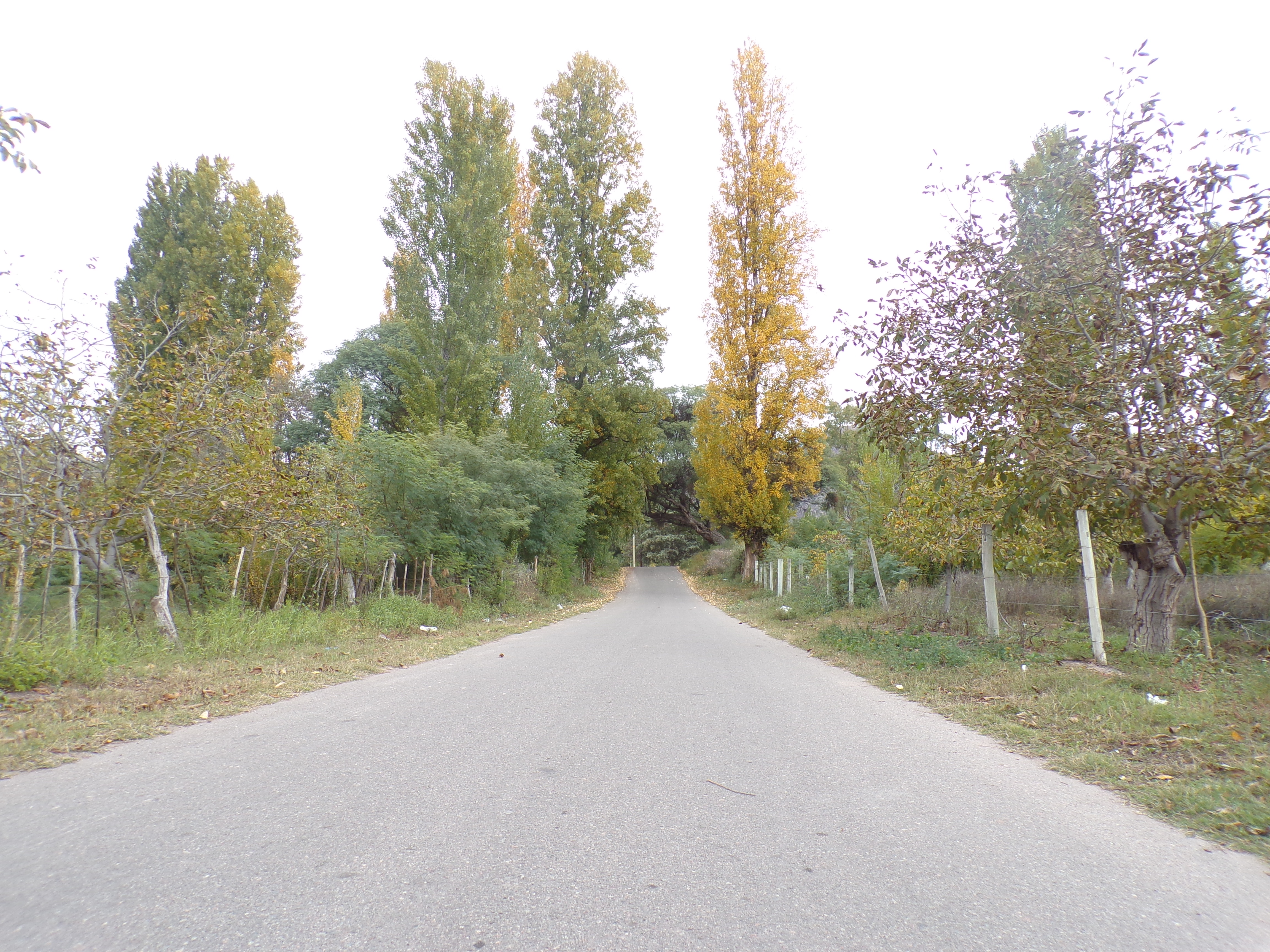
Muestra de álamos (árbol peculiar de Sañogasta)

· Álamos,
· Algarrobos,
· Viscos,
· Retamos,
· Jarillas,
· Tuscas,
· Chilcas,
· Pichana,
· Garabatos.

### Cultivos Principales
El nogal tiene sus condiciones ecológicas bien definidas ya que se desarrolla en zonas altas. En Sañogasta se desarrolla a unos 1300 metros sobre el nivel del mar.
El cultivo es afectado por las heladas tardías, en las variedades criollas, cuya floración es temprana, se produce a mediados de septiembre.
El granizo se presenta en las zonas en forma esporádica. El viento zonda que se produce en los meses de agosto a octubre, se produce adelanto de la floración causando pérdidas considerables, cuando se producen las heladas tardías.
Los suelos en general son profundos y muy fértiles produciendo el buen desarrollo de dicha producción.
El cultivo se realiza con agua dulce, aprovechando al máximo los pequeños caudales, siendo éstos factor principal para su ampliación en las zonas actuales.
El 80% de las plantaciones existentes están constituidas por nogales criollos, siendo la mayoría provenientes de plantas de semilla. El motivo por el cual no se han realizado más plantaciones con variaciones definidas, es la muerte de las plantas injertadas en plena producción (10 a 12 años).

## Minería
Con respecto a la minería Sañogasta tiene yacimientos de Cobre, Uranio, Selenio, Caolín, Carbón. 

## Instituciones
El pueblo cuenta con Delegación municipal, comisaría, asistencia sanitaria, biblioteca, hospedaje, dos escuelas de nivel inicial, dos primarias, un secundario y un instituto de formación superior.
Los clubes deportivos forman parte importante de esta localidad. 

## Geografía

### Población
Cuenta con 1,805 habitantes (Indec, 2010), lo que representa un incremento del 6% frente a los 1,701 habitantes (Indec, 2001) del censo anterior.
| Gráfica de evolución demográfica de Sañogasta entre 1991 y 2010 |
|                                                                 |
| Fuente: Censos nacionales del INDEC                             |

### Sismicidad
La sismicidad de la región de La Rioja es frecuente y de intensidad baja, y un silencio sísmico de terremotos medios a graves cada 30 años en áreas aleatorias. Sus últimas expresiones se produjeron:
- 12 de abril de 1899 (126 años), a las 16.10 UTC-3 con 6,4 Richter; como en toda localidad sísmica, aún con un silencio sísmico corto, se olvida la historia de otros movimientos sísmicos regionales (terremoto de La Rioja de 1899)
- 24 de octubre de 1957 (67 años), a las 22.07 UTC-3 con 6,0 Richter (terremoto de Villa Castelli de 1957): además de la gravedad física del fenómeno se unió el olvido de la población a estos eventos recurrentes
- 28 de mayo de 2002 (22 años), a las 0.03 UTC-3, con 6,0 escala Richter (terremoto de La Rioja de 2002)[6]